# Bognár Rezső
Bognár Rezső (Hódmezővásárhely, 1913. március 7. – Budapest, 1990. február 4.) kétszeres Kossuth-díjas magyar kémikus, növény-biokémikus, gyógyszervegyész, politikus, egyetemi tanár, a Magyar Tudományos Akadémia rendes tagja. A 20. századi szerves kémiai kutatások jeles alakja volt, legjelentősebb eredményei az alkaloidok és antibiotikumok gyógyszerkémiai vizsgálatához, izolálásához és szintéziséhez fűződnek.

## Életútja
Felsőfokú tanulmányait 1931-ben a szegedi Ferenc József Tudományegyetemen kezdte, utóbb a fővárosi József Nádor Műszaki és Gazdaságtudományi Egyetemen folytatta, és ott is szerezte meg vegyészmérnöki diplomáját 1936-ban. 1937–1938-ban a budapesti Hungária Gumigyár Rt. alkalmazásában állt mint üzemmérnök. 1938-ban kinevezték a budapesti műegyetem szerves kémiai tanszékére Zemplén Géza tanársegédjének, itt készítette el és védte meg 1941-ben műszaki doktori értekezését. 1946-tól magántanárként, 1948-tól adjunktusként, 1949-től 1950-ig intézeti tanárként oktatott a fővárosi műegyetemen. 1950-ben kinevezték a Debreceni Tudományegyetem – 1952 utáni nevén Kossuth Lajos Tudományegyetem – szerves kémiai tanszékének egyetemi tanárává, itt oktatott 1984-es nyugdíjazásáig, 1957 és 1979 között tanszékvezető egyetemi tanári címmel. Egyidejűleg 1951-től 1954-ig, majd 1973-tól 1975-ig az egyetem rektori tisztét is betöltötte, illetve 1960-tól 1962-ig, majd 1966-tól 1973-ig tudományos rektorhelyettes volt. 1958-ban a Dublini Egyetemen, 1968-ban a kijevi Tarasz Sevcsenko Egyetemen adott elő vendégprofesszorként. Oktatói működésével párhuzamosan 1956–1957-ben a Gyógyszeripari Kutatóintézet igazgatója volt, 1961 után pedig a debreceni egyetemi tanszékén általa létrehozott MTA Antibiotikum-kémiai Kutatócsoportot (a mai gyógyszerészi kémiai tanszék elődjét) vezette.
Tudományos–felsőoktatási pályafutása mellett politikusként részt vett a közélet alakításában is. Hat parlamenti cikluson át, 1953-tól 1963-ig, továbbá 1971 és 1990 között országgyűlési képviselő volt. 1960-tól 1964-ig a Hazafias Népfront országos tanácsának elnökhelyettese volt, 1961-től 1963-ig részt vett az Elnöki Tanács munkájában. 1984–1985-ben az újonnan alakult Alkotmányjogi Tanács, 1985-től 1990-ig az országgyűlés kulturális bizottságának elnöke volt.

## Munkássága
Fő kutatási területe a szénhidrátok, növényi glikozidok és flavonoidok kémiai szerkezetvizsgálata, szintézise és izolálása, továbbá az alkaloidok és antibiotikumok gyógyszerkémiai vizsgálata volt. Pályáját Zemplén Géza irányítása mellett különböző növényi eredetű szerves vegyületek (flavon- és floretin-glikozidok, heszperidin stb.) kémiai vizsgálatával kezdte. Legjelentősebb eredményei között tartják számon, hogy eljárásokat dolgozott ki a morfingyártás szempontjából fontos mákalkaloidok elkülönítésére, illetve egyes alkaloidok kémiai szerkezetének módosításával nagyobb gyógyhatású farmakonok előállítására. Ez irányú kísérleteit a tiszavasvári Alkaloida Vegyészeti Gyárral együttműködésben végezte, s eredményeik több, iparilag is értékesíthető gyógyszervegyészeti eljárás szabadalmaztatásához vezettek.
1962-től alapító szerkesztője volt a debreceni egyetem periodikája, az Acta Universitatis Debreceniensis természettudományos allapjának, 1963-tól az Acta Marxistica Debrecina című politikai ideológiai folyóiratnak. 1967 után szerkesztőbizottsági tagja volt a The Journal of Antibiotics című nemzetközi szaklapnak. Egyetemi tankönyvei mellett mintegy 250 tanulmányt publikált bel- és külföldi folyóiratokban, tanulmánykötetekben.

### Társasági tagságai és elismerései
1948-ban a Magyar Tudományos Akadémia levelező, 1953-ban rendes tagjává választották. 1955–1956-ban a tudós testület főtitkári tisztét töltötte be, 1976-tól haláláig pedig elnöke volt a Debreceni Akadémiai Bizottságnak. 1953-tól 1958-ig a Tudományos Ismeretterjesztő Társulat elnöke volt. 1952-ben külső tagjává választotta a Bolgár Tudományos Akadémia, 1970-ben a Leopoldina Német Természettudományos Akadémia, de 1959-től tagja volt a Nemzetközi Elméleti és Alkalmazott Kémiai Szövetségnek (IUPAC) és több más külföldi vegytudományi társaságnak is.
Kémiai munkássága elismeréseként 1948-ban a Kossuth-díj ezüst fokozatát ítélték neki oda, 1962-ben pedig a nitrogén-glikozidok és a flavonoidok kémiai kutatásáért, illetve a magyarországi alkaloid- és antibiotikum-gyártás fejlesztéséért vehette át a Kossuth-díj első fokozatát. 1982-ben Akadémiai Aranyérmet kapott. 1967-ben díszdoktorává avatta a kijevi Tarasz Sevcsenko Egyetem. Ezeken túl díjazottja volt a Magyar Népköztársasági Érdemrend ötödik fokozatának (1952), a Munka Érdemrendnek (1953), az Oktatásügy Kiváló Dolgozója elismerésnek (1964), a Munka Érdemrend arany fokozatának (1968, 1973), a Felszabadulási Jubileumi Emlékéremnek (1970) és a Szocialista Magyarországért érdemrendnek (1983).

### Főbb művei
- Szerves kémia: Állami Műszaki Főiskola textilvegyész tagozata részére. Budapest: Állami Műszaki Főiskola. 1949.
- Elméleti szerves kémia. Budapest: Műszaki és Természettudományi Egyesületek Szövetsége. 1949.
- Szerves kémiai praktikum. Budapest: Tankönyvkiadó. 1952.
- Szerves kémiai preparátumok. Debrecen: Kossuth Lajos Tudományegyetem. 1962.
- Fontosabb antibiotikumok kémiája. Budapest: Tankönyvkiadó. 1970.   (Sztaricskai Ferenccel)
- The chemistry of the vancomycin group of antibiotics. Budapest: Akadémiai. 1984.   (Sztaricskai Ferenccel)